# Corona solar

La corona solar en una fotografia d'un eclipsi solar total l'11 d'agost del 1999, a França

La corona solar és la part exterior de l'atmosfera del Sol. Està situada entre la regió de transició i l'heliosfera. Fa més d'un milió de quilòmetres i pot observar-se durant els eclipsis solars o utilitzant un dispositiu capaç d'ocultar la llum del Sol, denominat coronògraf. La densitat de la corona solar és un bilió de vegades inferior a la de l'atmosfera terrestre i la seua temperatura aconseguix els dos milions de graus (mentre que la fotosfera té una temperatura aproximada de 6.000 °C).

## Descripció
Es presenta com una o diverses sèries, normalment no més de tres, d'anells acolorits centrats sobre el Sol o la Lluna i de radi relativament petit. En cada sèrie d'anells, l'interior és de color violeta o blau i l'exterior vermell. Poden arribar a distingir-s'hi, de vegades, tots els colors de l'espectre. Generalment, aquests colors són més fàcilment visibles en les corones lunars. Molt sovint, se'n redueix a una primera sèrie pròxima a l'astre i de menys de 5º de radi: l'aurèola és de color blanc blavenc amb vores rogenques.
El fenomen és causat per la difracció o la dispersió de la llum en núvols prims o en la boira. Els raigs lluminosos de l'astre es dispersen en topar amb les gotes d'aigua i surten desviats. L'angle de desviació n'augmenta quan disminueix el diàmetre de la gota d'aigua. Si el diàmetre de les gotes és força homogeni, els contorns dels anells seran molt més nítids. Els núvols que generen la corona estan formats per gotes d'aigua, no per cristalls de glaç. En la major part dels casos, es tracta d'altocúmuls, tot i que també se'n poden observar en quedar el disc solar matisat per l'obstacle d'un altoestrat, un estrat o molt rarament, d'un cirrocúmul.
Per a observar la corona solar, convé no confondre-la amb l'halo; una corona mai no arriba a ser ni la meitat de gran que l'halo. La corona sovint és difusa, el contorn de l'halo sempre està ben definit. Les corones són de grandària variable. Els halos són sempre iguals. Popularment, es diu que la corona, en deixar veure menys llum solar, es pot mirar directament sense protecció als ulls, i amb els halos això no és possible. No s'aconsella refiar-se d'aquest sistema d'identificació.

## Estudi de la corona solar
- Durant un eclipsi, el 1870, Charles Young, observant l'espectre de llum de la corona, va identificar-hi un traç verd l'origen del qual no va poder ser explicat. Entre les hipòtesis que van circular en l'època, es va parlar d'un suposat element químic desconegut que no estaria disponible a la Terra.
- Fins al 1930, l'única manera d'observar la corona era durant els eclipsis totals de Sol.
- Gràcies a la invenció, el 1930, d'un enginyós dispositiu per a produir eclipsis artificials, els anomenats coronògrafs, es va poder estudiar de manera més accessible el fenomen de la corona solar.
- El 1940, Edlen i de Grotrian van demostrar que les ratlles verdes no eren produïdes per l'espectre de materials desconeguts, sinó per àtoms altament ionitzats d'elements disponibles a la Terra, com el ferro.

## Característiques físiques

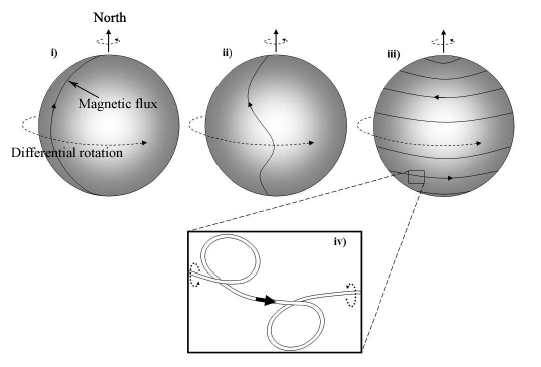
Un dibuix que demostra la configuració del flux magnètic solar durant el cicle solar

La corona solar és molt més calenta (en un factor de 150 a 450) que la superfície visible del Sol: la temperatura de la corona és d'1 a 3 milions de kelvin en comparació amb la temperatura mitjana de la fotosfera, al voltant dels 5800kelvin. La corona és 10−12 vegades més densa que la fotosfera i, per tant, produeix aproximadament una mil·lèsima part de llum visible. La corona està separada de la fotosfera per la relativament poc profunda cromosfera. El mecanisme exacte pel qual s'escalfa la corona encara és objecte de cert debat, però les possibilitats probables inclouen la inducció pel camp magnètic del Sol i les ones magnetohidrodinàmiques des de sota. Les parts exteriors de la corona solar estan sent transportades constantment a causa del flux magnètic obert i, per tant, genera el vent solar.
La corona no sempre es distribueix uniformement per la superfície solar. Durant els períodes de tranquil·litat, la corona està més o menys confinada a les regions equatorials, amb forats coronals que cobreixen les regions polars. Tanmateix, durant els períodes actius solars, la corona es distribueix uniformement per les regions equatorials i polars, tot i que és més prominent a les zones amb activitat de taques solars. El cicle solar abasta aproximadament 11 anys, des del mínim solar fins al mínim següent. Com que el camp magnètic solar s'enrotlla contínuament a causa de la rotació més ràpida de la massa a l'equador del Sol (rotació diferencial), L'activitat de les taques solars serà més pronunciada al màxim solar on el camp magnètic està més retorçat. Associades a les taques solars hi ha bucles coronals , bucles de flux magnètic , surgència de l'interior solar. El flux magnètic allunya la fotosfera més calenta a un costat, exposant el plasma més fresc a sota; per tant, així es crea les taques solars relativament fosques.
Com que la corona ha estat fotografiada a alta resolució en el rang de raigs X de l'espectre pel satèl·lit Skylab l'any 1973, i després pel Yohkoh i els altres instruments espacials següents, s'ha vist que l'estructura de la corona és força variada. i complexa: s'han classificat immediatament diferents zones al disc coronal.
Els astrònoms solen distingir diverses regions, com es descriu a continuació.

### Regions actives
Les regions actives són conjunts d'estructures de rínxol que connecten punts de polaritat magnètica oposada a la fotosfera, els anomenats bucles coronals. Generalment es distribueixen en dues zones d'activitat, que són paral·leles a l'equador solar. La temperatura mitjana és d'entre dos i quatre milions de kelvin, mentre que la densitat va de 10⁹ a 1010 partícules per cm3.

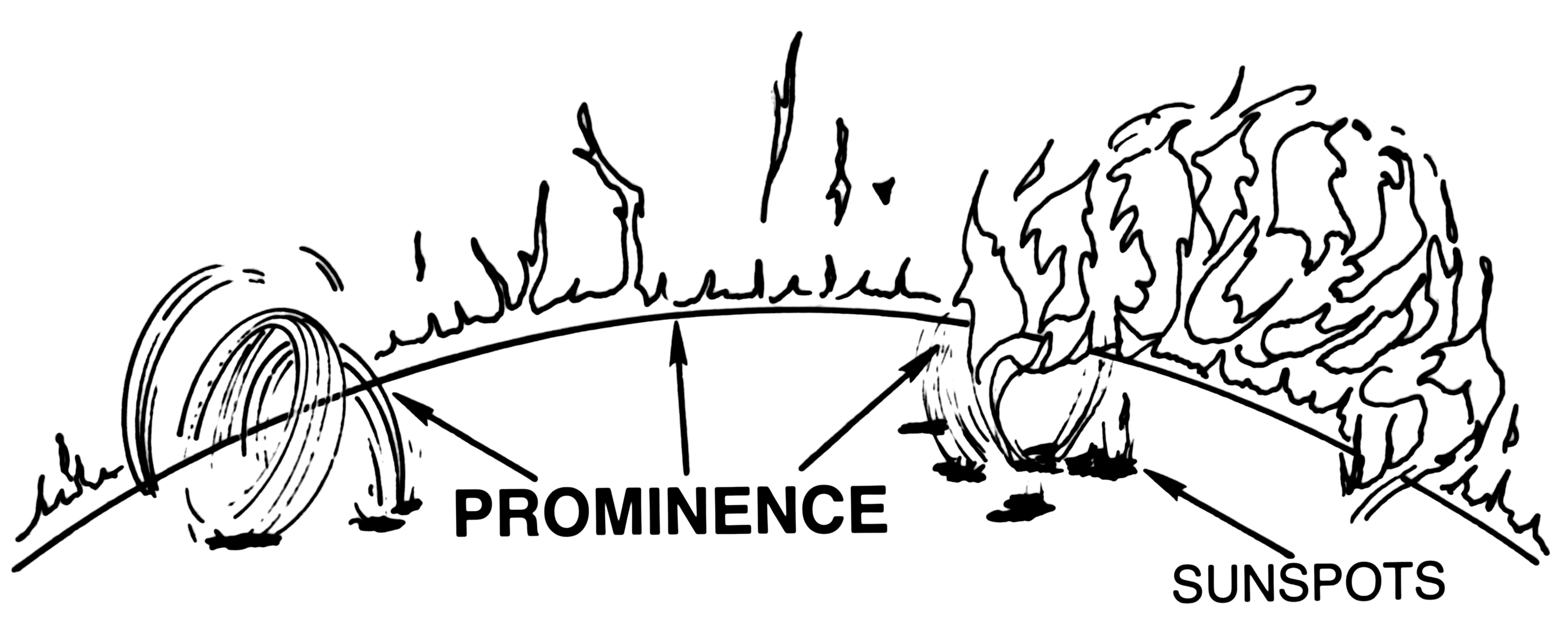
Il·lustració que representa prominències solars i taques solars

Les regions actives impliquen tots els fenòmens directament relacionats amb el camp magnètic, que es produeixen a diferents altures sobre la superfície solar: les taques solars i les fàcules es produeixen a la fotosfera; espícules, filaments Hα i platges a la cromosfera; prominències a la cromosfera i la regió de transició; i les erupcions i les ejeccions de massa coronal es produeixen a la corona i la cromosfera. Si les bengales són molt violentes, també poden pertorbar la fotosfera i generar una ona de Moreton. Per contra, les prominències quiescents són estructures grans, fresques i denses que s'observen com a cintes Hα fosques, "com una serp" (que apareixen com a filaments) al disc solar. La seva temperatura és d'uns 5000–8000K, per la qual cosa se solen considerar com a característiques cromosfèriques.
El 2013, les imatges del High Resolution Coronal Imager van revelar "trences magnètiques" mai vistes de plasma dins de les capes exteriors d'aquestes regions actives.

#### Rínxol coronal

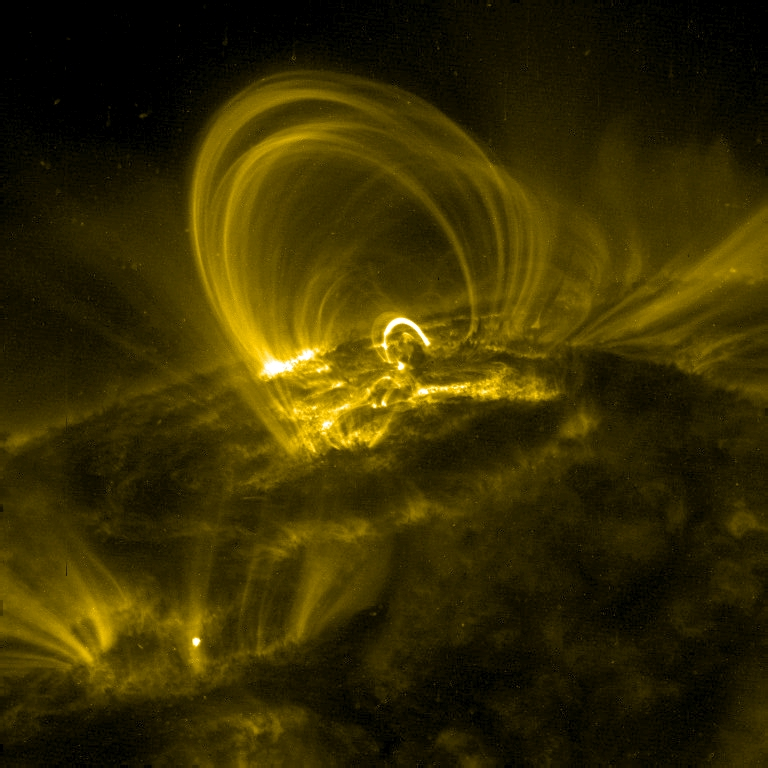
Rínxol coronal TRACE 171Å

Els rínxols coronals són les estructures bàsiques de la corona solar magnètica. Aquests bucles són els cosins de flux magnètic tancat del flux magnètic obert que es pot trobar als forats coronals i al vent solar. Bucles de flux magnètic surten del cos solar i s'omplen de plasma solar calent. A causa de l'augment de l'activitat magnètica en aquestes regions de bucle coronal, els bucles coronals sovint poden ser el precursor de les erupcions solars i les ejeccions de massa coronal.
El plasma solar que alimenta aquestes estructures s'escalfa des de menys de 6000K fins a més de 106 K des de la fotosfera, a través de la regió de transició i cap a la corona. Sovint, el plasma solar omplirà aquests rínxols d'un punt i drenarà a un altre, anomenats punts de peu (flux de sifó a causa d'una diferència de pressió, o flux asimètric a causa d'algun altre conductor).
Quan el plasma puja des dels punts del peu cap a la part superior del rínxol, com passa sempre durant la fase inicial d'una erupció compacta, es defineix com a evaporació cromosfèrica. Quan el plasma se refreda ràpidament i cau cap a la fotosfera, s'anomena condensació cromosfèrica. També pot haver-hi un flux simètric des dels dos punts del peu del rínxol, provocant una acumulació de massa a l'estructura del rínxol. El plasma es pot refredar ràpidament en aquesta regió (per a una inestabilitat tèrmica), els seus filaments foscos són evidents contra el disc solar o les prominències de l'extremitat del Sol.
Els rinxols coronals poden tenir una vida útil de l'ordre de segons (en el cas dels esdeveniments d'espurneig), minuts, hores o dies. Quan hi ha un equilibri en les fonts i embornals d'energia de bucle, els bucles coronals poden durar llargs períodes i es coneixen com a rinxols coronals estat estacionari o quiescent. (exemple).
Els rínxols coronals són molt importants per a la nostra comprensió del problema de l'escalfament coronal actual. Els rínxols coronals són fonts de plasma molt radiants i, per tant, són fàcils d'observar amb instruments com ara TRACE. Es manté una explicació del problema de l'escalfament coronal, ja que aquestes estructures s'estan observant de forma remota, on hi ha moltes ambigüitats (és a dir, contribucions de radiació al llarg de la propagació d'abast visual). Les mesures In-situ són necessàries abans que es pugui determinar una resposta definitiva, però a causa de les altes temperatures del plasma a la corona, les mesures in-situ són, actualment, impossibles. La propera missió de la Parker Solar Probe de la NASA s'aproparà al Sol molt de prop, on permetrà observacions més directes.

#### Estructures a gran escala
Les estructures a gran escala són arcs molt llargs que poden cobrir més d'una quarta part del disc solar però contenen plasma menys dens que en els rínxols coronals de les regions actives.
Es van detectar per primera vegada el 8 de juny de 1968, l'observació d'una bengala durant un vol de coet.
L'estructura a gran escala de la corona canvia al llarg del cicle solar d'11 anys i esdevé particularment simple durant el període mínim, quan el camp magnètic del Sol és gairebé similar a una configuració dipolar (a més d'un component quadrupolar).

#### Interconnexions de regions actives
Les interconnexions de regions actives són arcs que connecten zones de camp magnètic oposat, de regions actives diferents. Sovint es veuen variacions significatives d'aquestes estructures després d'una erupció.
Algunes altres característiques d'aquest tipus són les plomalls coronals: grans estructures coronals semblants a un casquet amb cims llargs i punxeguts que solen sobreposar-se a taques solars i regions actives. Els plomalls coronals es consideren fonts del vent solar lent.

#### Cavitats de filaments

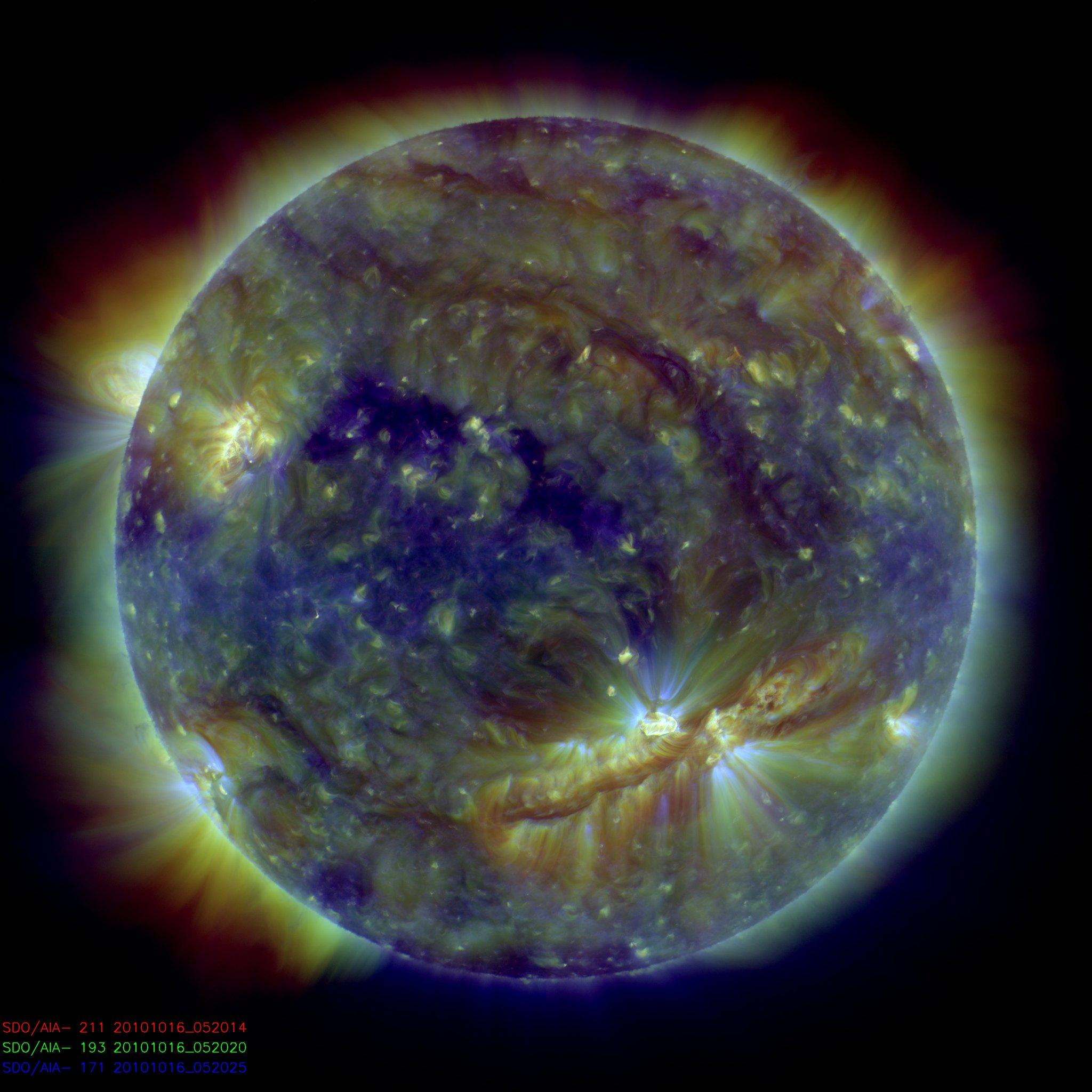
Imatge presa pel Solar Dynamics Observatory el 16 d'octubre de 2010. Una cavitat de filament molt llarga és visible a través de l'hemisferi sud del Sol.

Les cavitats dels filaments són zones que semblen fosques als raigs X i es troben per sobre de les regions on s'observen filaments Hα a la cromosfera. Es van observar per primera vegada en els dos vols de coets de 1970 que també van detectar forats coronals.
Les cavitats dels filaments són núvols de plasma més freds suspesos per sobre de la superfície del Sol per forces magnètiques. Les regions de camp magnètic intens semblen fosques a les imatges perquè estan buides de plasma calent. De fet, la suma de la pressió magnètica i la pressió del plasma ha de ser constant a tot arreu de l'heliosfera per tal de tenir una configuració d'equilibri: on el camp magnètic és més alt, el plasma ha de ser més fred o menys dens. La pressió del plasma {\displaystyle p} es pot calcular mitjançant l'equació d'estat d'un gas perfecte: {\displaystyle p=nk_{B}T}, on {\displaystyle n} és la densitat del nombre de partícules, {\displaystyle k_{B}} la constant de Boltzmann i {\displaystyle T} la temperatura del plasma. A partir de l'equació és evident que la pressió del plasma baixa quan la temperatura del plasma disminueix respecte a les regions circumdants o quan es buida la zona de camp magnètic intens. El mateix efecte físic fa que les taques solars aparentment fosques a la fotosfera.

#### Punts brillants
Els punts brillants són petites regions actives que es troben al disc solar. Els punts brillants de raigs X es van detectar per primera vegada el 8 d'abril de 1969, durant el vol d'un coet.
La fracció de la superfície solar coberta per punts brillants varia amb el cicle solar. Estan associats a petites regions bipolars del camp magnètic. La seva temperatura mitjana oscil·la entre 1,1 MK i 3,4 MK. Les variacions de temperatura sovint estan correlacionades amb els canvis en l'emissió de raigs X.

### Forat coronal
Els forats coronals són regions unipolars que apareixen foscos als raigs X ja que no emeten molta radiació. Són zones àmplies solars on el camp magnètic és unipolar i s'obre cap a l'espai interplanetari. El vent solar d'alta velocitat sorgeix principalment d'aquestes regions.
A les imatges ultraviolades dels forats coronals, sovint es veuen algunes estructures petites, similars a bombolles allargades, suspeses al vent solar. Aquests són els plomalls coronals. Més precisament, són serpentines llargues i primes que es projecten cap a l'exterior des dels pols nord i sud del Sol.

### El Sol tranquil
Les regions solars que no formen part de les regions actives i els forats coronals s'identifiquen comunament com el Sol tranquil.
La regió equatorial té una velocitat de rotació més ràpida que les zones polars. El resultat de la rotació diferencial del Sol és que les regions actives sorgeixen sempre en dues bandes paral·leles a l'equador i la seva extensió augmenta durant els períodes de màxim del cicle solar, mentre que gairebé desapareixen durant cada mínim. Per tant, el Sol tranquil sempre coincideix amb la zona equatorial i la seva superfície és menys activa durant el màxim del cicle solar. Aproximant-se al mínim del cicle solar (també anomenat cicle de la papallona), l'extensió del Sol tranquil augmenta fins a cobrir tota la superfície del disc excloent alguns punts brillants de l'hemisferi i els pols, on hi ha forats coronals.

### Punt d'Alfvén
El punt d'Alfvén és el límit que separa la corona del vent solar definit com on la velocitat d'Alfvén del plasma coronal i la velocitat del vent solar a gran escala són iguals.
Els investigadors no estaven segurs exactament on es trobava la superfície crítica solar d'Alfvén. A partir d'imatges remotes de la corona, les estimacions l'havien situat entre 10 i 20 radis solars de la superfície del Sol. El 28 d'abril de 2021, durant el seu vuitè sobrevol del Sol, la Parker Solar Probe de la NASA es va trobar amb les condicions magnètiques i de partícules específiques a 18,8 radis solars que indicaven que va penetrar al punt d'Alfvén.

## Variabilitat de la corona
Un retrat, tan diversificat com el ja assenyalat per als trets coronals, es destaca per l'anàlisi de la dinàmica de les principals estructures de la corona, que evolucionen en temps diferencials. Estudiar la variabilitat coronal en la seva complexitat no és fàcil perquè els temps d'evolució de les diferents estructures poden variar considerablement: des de segons fins a diversos mesos. Les mides típiques de les regions on es produeixen esdeveniments coronals varien de la mateixa manera, tal com es mostra a la taula següent.
| Esdeveniment coronal                      | Escala de temps típica | Escala de longitud típica (Mm) |
| ----------------------------------------- | ---------------------- | ------------------------------ |
| Erupció de la regió activa                | 10 to 10000seconds     | 10–100                         |
| Punt brillant de raigs X                  | minuts                 | 1–10                           |
| Transitòria en estructures de gran escala | de minuts a hores      | ~100                           |
| Transitori en arcs d'interconnexió        | de minuts a hores      | ~100                           |
| Sol tranquil                              | d'hores a mesos        | 100–1000                       |
| Foral coronal                             | diverses rotacions     | 100–1000                       |

### Erupcions

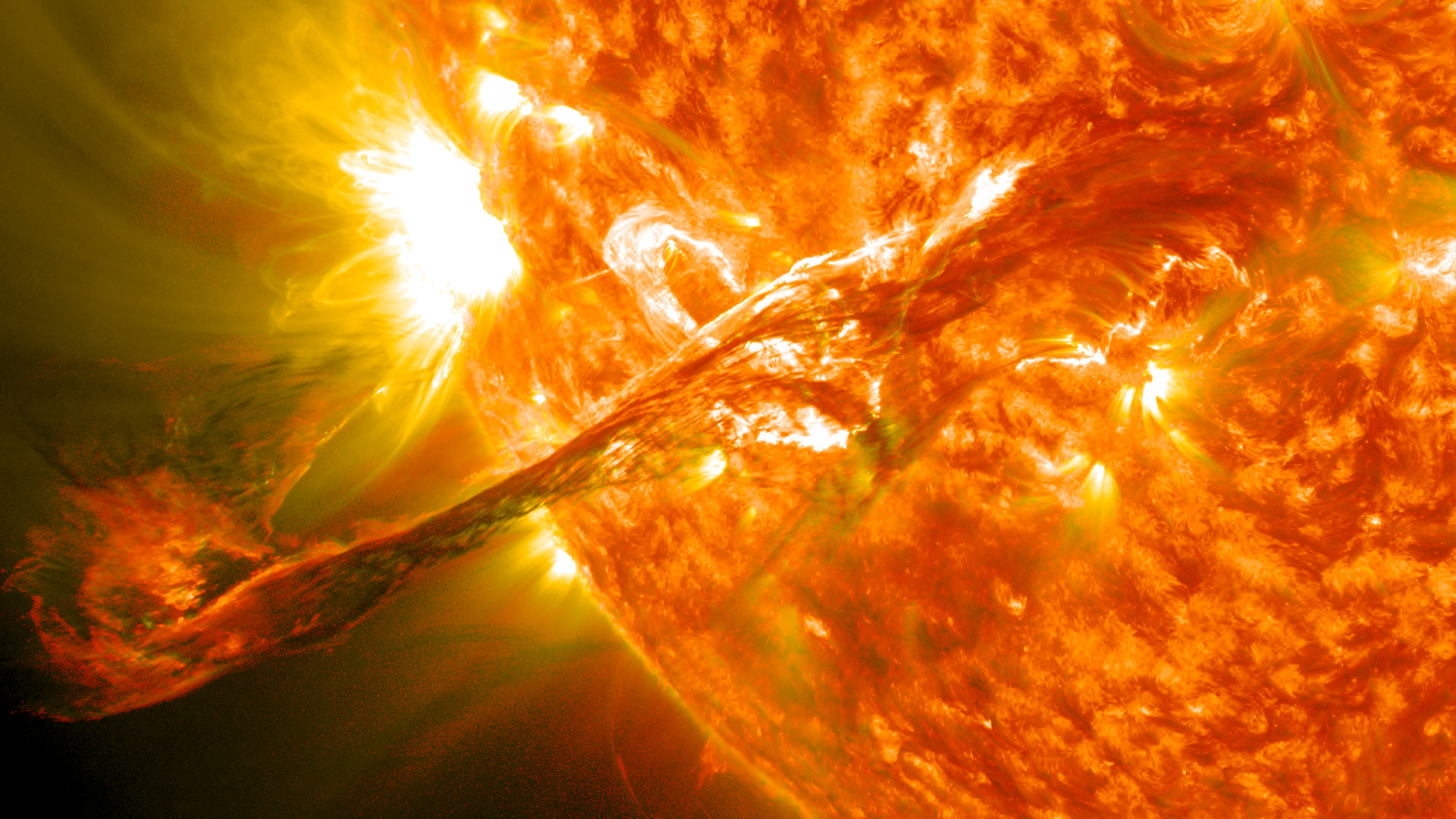
El 31 d'agost de 2012, un llarg filament de material solar que havia estat flotant a l'atmosfera exterior del Sol, la corona, va entrar en erupció a les 16:36 h EDT

Les erupcions tenen lloc a les regions actives i es caracteritzen per un augment sobtat del flux radiatiu emès des de petites regions de la corona. Són fenòmens molt complexos, visibles a diferents longituds d'ona; impliquen diverses zones de l'atmosfera solar i molts efectes físics, tèrmics i no tèrmics, i de vegades àmplies reconnexions de les línies de camp magnètic amb expulsió de material.
Les erupcions són fenòmens impulsius, de durada mitjana de 15 minuts, i els esdeveniments més energètics poden durar diverses hores. Les erupcions produeixen un augment elevat i ràpid de la densitat i la temperatura.
Poques vegades s'observa una emissió en llum blanca: normalment, les erupcions només es veuen a longituds d'ona ultravioleta extremes i als raigs X, típics de l'emissió cromosfèrica i coronal.
A la corona, la morfologia de les erupcions es descriu mitjançant observacions en raigs ultraviolats, raigs X suaus i durs i en longituds d'ona Hα, i és molt complexa. Tot i així, es poden distingir dos tipus d'estructures bàsiques:

- Erupcions compactes, quan cadascun dels dos arcs on està succeint l'esdeveniment manté la seva morfologia: només s'observa un augment de l'emissió sense variacions estructurals importants. L'energia emesa és de l'ordre de 1022 – 1023 J.
- Erupcions de llarga durada, associades a erupcions de prominències, transitoris en llum blanca i erupcions de dues cintes:[18] en aquest cas els rinxols magnètics canvien la seva configuració durant l'esdeveniment. Les energies emeses durant aquestes erupcions són d'una proporció tan gran que poden arribar als 1025 J.

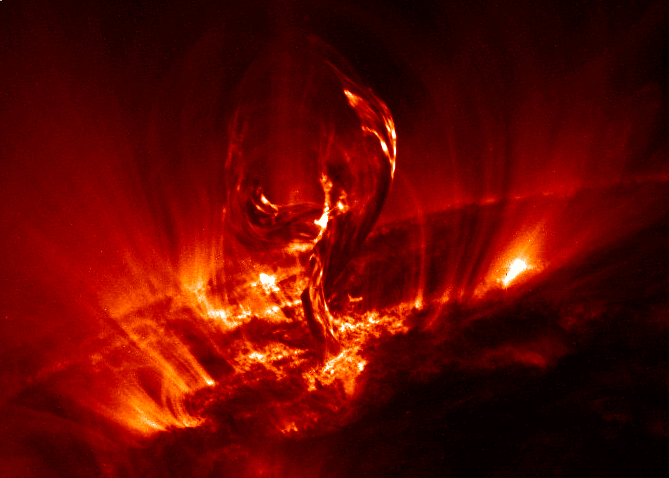
Filament en erupció durant una erupció solar, vist a longituds d'ona EUV (TRACE)

Pel que fa a la dinàmica temporal, generalment es distingeixen tres fases diferents, la durada de les quals no és comparable. La durada d'aquests períodes depèn del rang de longituds d'ona utilitzats per observar l'esdeveniment:
- Una fase impulsiva inicial, la durada de la qual és de l'ordre de minuts, sovint s'observen fortes emissions d'energia fins i tot en les microones, longituds d'ona EUV i en les freqüències dures de raigs X.
- Una fase màxima
- Una fase de decadència, que pot durar diverses hores.

De vegades també es pot observar una fase que precedeix l'erupció, normalment anomenada fase "preerupció".

### Ejeccions de massa coronal
Sovint, acompanyades de grans erupcions solars i prominències, hi ha ejeccions de massa coronal. Es tracta d'emissions enormes de material coronal i camp magnètic que viatgen cap a l'exterior des del Sol a més d'un milió de quilòmetres per hora, que contenen aproximadament 10 vegades l'energia de la erupció solar o la prominència que les acompanya. Algunes ejeccions de massa coronal més grans poden propulsar centenars de milions de tones de material a l'espai interplanetari a aproximadament 1,5 milions de quilòmetres per hora.

## Corones estel·lars
Les estrelles coronals són omnipresents entre les estrelles de la meitat freda del diagrama Hertzsprung–Russell. Aquestes corones es poden detectar mitjançant telescopis de raigs X. Algunes corones estel·lars, especialment en estrelles joves, són molt més lluminoses que les del Sol. Per exemple, FK Comae Berenices és el prototip de la classe FK Com d'estrella variable. Es tracta de gegants dels tipus espectrals G i K amb una rotació inusualment ràpida i signes d'activitat extrema. Les seves corones de raigs X es troben entre les més lluminoses (Lx ≥ 10³² erg·s−1 o 10 >25W) i el més calent conegut amb temperatures dominants de fins a 40 MK.
Les observacions astronòmiques planificades amb l'Observatori Einstein per Giuseppe Vaiana i el seu grup va demostrar que les estrelles F, G, K i M tenen cromosferes i sovint tenen corones de manera semblant al Sol.
Les estrelles O-B, que no tenen zones de convecció superficials, tenen una forta emissió de raigs X. No obstant això, aquestes estrelles no tenen corones, però els embolcalls estel·lars exteriors emeten aquesta radiació durant els xocs a causa de les inestabilitats tèrmiques en les gotes de gas que es mouen ràpidament.
A més, les estrelles A no tenen zones de convecció però no emeten a les longituds d'ona ultraviolades i raigs X. Per tant, sembla que no tenen ni cromosferes ni corones.

## Física de la corona

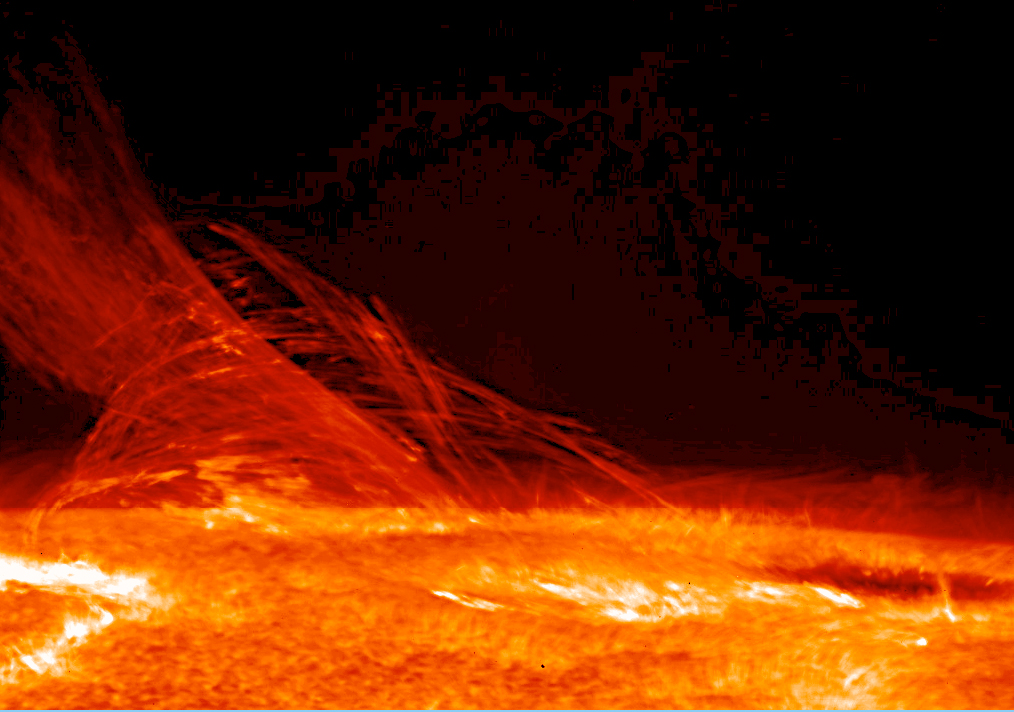
Aquesta imatge, presa pel Hinode el 12 de gener de 2007, revela la naturalesa filamentosa de la corona.

La matèria a la part externa de l'atmosfera solar es troba en estat de plasma, a molt alta temperatura (uns quants milions de kelvin) i a molt baixa densitat (de l'ordre del 1015 partícules/m3).
Segons la definició de plasma, és un conjunt quasi neutre de partícules que presenta un comportament col·lectiu.
La composició és similar a la de l'interior del Sol, principalment hidrogen, però amb una ionització molt més gran dels seus elements més pesats que la que es troba a la fotosfera. Els metalls més pesants, com el ferro, estan parcialment ionitzats i han perdut la majoria dels electrons externs. L'estat d'ionització d'un element químic depèn estrictament de la temperatura i està regulat per l'equació de Saha a l'atmosfera més baixa, però per l'equilibri de col·lisió a la corona òpticament prima. Històricament, la presència de les línies espectrals emeses des d'estats altament ionitzats de ferro va permetre determinar l'alta temperatura del plasma coronal, revelant que la corona és molt més calenta que les capes internes de la cromosfera.
La corona es comporta com un gas molt calent però molt lleuger al mateix temps: la pressió a la corona sol ser només de 0,1 a 0,6 Pa a les regions actives, mentre que a la Terra la pressió atmosfèrica és d'uns 100 kPa, aproximadament un milió de vegades més alt que a la superfície solar. Tanmateix, no és pròpiament un gas, perquè està format per partícules carregades, bàsicament protons i electrons, que es mouen a diferents velocitats. Se Suposa que tenen la mateixa energia cinètica de mitjana (per al teorema d'equipartició), els electrons tenen una massa aproximadament 1800 vegades més petits que els protons, per tant adquireixen més velocitat. Els ions metàl·lics són sempre més lents. Aquest fet té conseqüències físiques rellevants ja sigui en els processos radiatius (que són molt diferents dels processos radiatius fotosfèrics), o en la conducció tèrmica. A més, la presència de càrregues elèctriques indueix la generació de corrents elèctrics i camps magnètics elevats. Les ones magnetohidrodinàmiques també es poden propagar en aquest plasma, tot i que encara no és clar com es poden transmetre o generar a la corona.

### Radiació
El plasma coronal és òpticament prim i, per tant, transparent a la radiació electromagnètica que emet i a la procedent de les capes inferiors. El plasma està molt enrarit i el recorregut lliure mitjà dels fotons supera amb molt totes les altres escales de longitud, incloses les mides típiques de les característiques coronals comunes.
S'ha identificat la radiació electromagnètica de la corona procedent de tres fonts principals, situades en el mateix volum d'espai:
- La corona K (K per kontinuierlich , "continua" en alemany) és creada per la llum solar de la dispersió de Thomson que dispersa electrons lliures; L'ampliació Doppler de les línies d'absorció fotoesfèriques reflectides les difon tan gran que les enfosquirà completament, per tant, donarà un aspecte espectral d'un continu sense línies d'absorció.
- La corona F (F for Fraunhofer) es crea per la llum solar que rebota en partícules de pols, i és observable perquè la seva llum conté les línies d'absorció de Fraunhofer que es veuen a la llum del Sol directa; la corona F s'estén fins a angles d'elongació molt elevats des del Sol, on s'anomena llum zodiacal.
- La corona E (E per emissió) es deu a les línies d'emissió espectrals produïdes pels ions que estan presents al plasma coronal; es pot observar en línies d'emissió espectrals amples, prohibides o calentes i és la principal font d'informació sobre la composició de la corona.[22]

### Conducció tèrmica

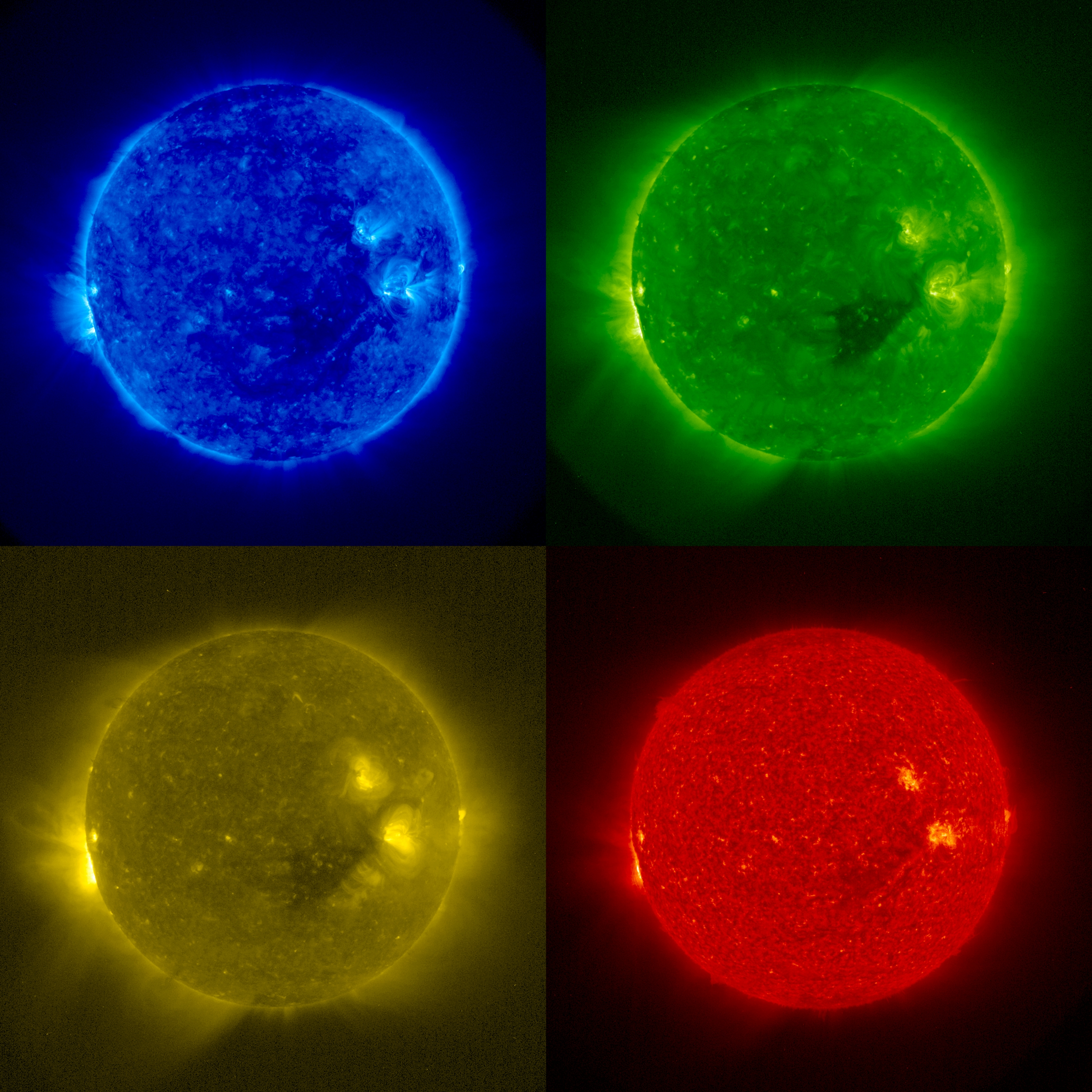
Un mosaic de les imatges ultravioletes extremes preses per la STEREO el 4 de desembre de 2006. Aquestes imatges en fals color mostren les atmosferes del Sol a diferents temperatures. En sentit horari des de dalt a l'esquerra: 1 milió de graus C (171 Å—blau), 1,5 milions de °C (195 verd Å), 60000–80 000 °C (304 roig Å), i 2,5 milions de °C (286 groc Å).

STEREO – Primeres imatges com una animació lenta

A la corona la conducció tèrmica es produeix des de l'atmosfera externa més calenta cap a les capes interiors més fredes. Els responsables del procés de difusió de la calor són els electrons, que són molt més lleugers que els ions i es mouen més ràpid, com s'ha explicat anteriorment.
Quan hi ha un camp magnètic, la conductivitat tèrmica del plasma es fa més alta en la direcció que és paral·lela a les línies de camp més que en la direcció perpendicular.
Una partícula carregada que es mou en la direcció perpendicular a la línia del camp magnètic està subjecta a la força de Lorentz que és normal al pla individualitzat per la velocitat i el camp magnètic. Aquesta força doblega el recorregut de la partícula. En general, com que les partícules també tenen un component de velocitat al llarg de la línia del camp magnètic, la força de Lorentz les limita a doblegar-se i moure's al llarg de les espirals al voltant de les línies de camp a la freqüència del ciclotró.
Si els xocs entre les partícules són molt freqüents, es dispersen en totes direccions. Això passa a la fotosfera, on el plasma transporta el camp magnètic en el seu moviment. A la corona, per contra, el recorregut lliure mitjà dels electrons és de l'ordre de quilòmetres i encara més, de manera que cada electró pot fer un moviment helicoïdal molt abans de ser dispersat després d'una col·lisió. Per tant, la transferència de calor es millora al llarg de les línies del camp magnètic i s'inhibeix en la direcció perpendicular.
En la direcció longitudinal al camp magnètic, la conductivitat tèrmica de la corona és
{\displaystyle k=20\left({\frac {2}{\pi }}\right)^{3/2}{\frac {\left(k_{\text{B}}T\right)^{5/2}k_{\text{B}}}{m_{e}^{1/2}e^{4}\ln \Lambda }}\approx {\frac {T^{5/2}}{\ln \Lambda }}\times 1.8\times 10^{-10}~\mathrm {Wm^{-1}K^{-1}} }
on {\displaystyle k_{\text{B}}} és la constant de Boltzmann, {\displaystyle T} és la temperatura en kelvin, {\displaystyle m_{e}} és la massa de l'electró, {\displaystyle e} és la càrrega elèctrica de l'electró,
{\displaystyle \ln \Lambda =\ln \left(12\pi n\lambda _{D}^{3}\right)}
és el logaritme de Coulomb, i
{\displaystyle \lambda _{D}={\sqrt {\frac {k_{\text{B}}T}{4\pi ne^{2}}}}}
és la longitud de Debye del plasma amb densitat de partícules {\displaystyle n}. El logaritme de Coulomb {\displaystyle \ln \Lambda } és aproximadament 20 a la corona, amb una temperatura mitjana d'1 MK i una densitat de 1015 partícules/m3, i uns 10 a la cromosfera, on la temperatura és aproximadament 10 kK i la densitat de partícules és de l'ordre de 1018 partícules/m3, i a la pràctica es pot suposar constant.
Per tant, si indiquem amb {\displaystyle q} la calor per a una unitat de volum, expressada en J m−3, l'equació de Fourier de transferència de calor, que es calcularà només al llarg de la direcció {\displaystyle x}de la línia de camp, es converteix en
{\displaystyle {\frac {\partial q}{\partial t}}=0.9\times 10^{-11}~{\frac {\partial ^{2}T^{7/2}}{\partial x^{2}}}.}
Els càlculs numèrics han demostrat que la conductivitat tèrmica de la corona és comparable a la del coure.

### Sismologia coronal
La sismologia coronal és un mètode per estudiar el plasma de la corona solar amb l'ús d' ones magnetohidrodinàmiques (MHD). La magnetohidrodinàmica estudia la dinàmica dels fluids elèctricament conductors; en aquest cas, el fluid és el plasma coronal. Filosòficament, la sismologia coronal és similar a la sismologia terrestre, l'heliosismologia solar i l'espectroscòpia de la magnetohidrodinàmica dels dispositius de plasma de laboratori. En tots aquests enfocaments, s'empren ones de diversos tipus per sondejar un medi. El potencial de la sismologia coronal en l'estimació del camp magnètic coronal, l'alçada de l'escala de densitat, l'estructura fina i l'escalfament ha estat demostrat per diferents grups de recerca.

## Problema de l'escalfament coronal
El problema de l'escalfament coronal en física solar es relaciona amb la pregunta de per què la temperatura de la corona solar és de milions de kèlvins enfront dels milers de kelvins de la superfície. S'han proposat diverses teories per explicar aquest fenomen, però encara és difícil determinar quina d'aquestes és la correcta. El problema va sorgir per primera vegada quan Bengt Edlén i Walter Grotrian van identificar les línies Fe IX i Ca XIV en l'espectre solar. Això va portar al descobriment que les línies d'emissió vistes durant els eclipsis solars no són causades per un element desconegut anomenat "coroni", sinó per elements coneguts en etapes molt altes d'ionització. La comparació de les temperatures coronal i fotosfèrica de 6.000K, porta a la pregunta de com es pot mantenir la temperatura coronal 200 vegades més calenta. El problema es refereix principalment a com l'energia es transporta cap a la corona i després es converteix en calor en uns quants radis solars.
Les altes temperatures requereixen que l'energia sigui transportada des de l'interior solar fins a la corona mitjançant processos no tèrmics, perquè la segona llei de la termodinàmica impedeix que la calor flueixi directament des de la fotosfera solar (superfície), que es troba al voltant de 5800K, a la corona molt més calenta entre 1 i 3 MK (parts de la corona fins i tot poden arribar a 10MK).
Entre la fotosfera i la corona, la regió fina a través de la qual augmenta la temperatura se coneix com a regió de transició. Oscil·la entre només desenes i centenars de quilòmetres de gruix. L'energia no es pot transferir de la fotosfera més freda a la corona per mitjà de la transferència de calor convencional, ja que això violaria la segona llei de la termodinàmica. Una analogia d'això seria una bombeta que eleva la temperatura de l'aire que l'envolta fins a una mica més gran que la seva superfície de vidre. Per tant, en l'escalfament de la corona s'ha d'implicar alguna altra forma de transferència d'energia.
La quantitat d'energia necessària per escalfar la corona solar es pot calcular fàcilment com la diferència entre les pèrdues radiatives coronals i l'escalfament per conducció tèrmica cap a la cromosfera a través de la regió de transició. És aproximadament 1 quilowatt per cada metre quadrat de superfície de la cromosfera solar, o 1/40000 de la quantitat d'energia lumínica que escapa del Sol.
S'han proposat moltes teories de l'escalfament coronal, però dues teories s'han mantingut com a candidates més probables: l'escalfament d'ones i la reconnexió magnètica (o nanoerupcions). Durant la major part dels últims 50 anys, cap de les dues teories ha estat capaç de donar compte de les temperatures coronals extremes.
El 2012, les imatges de raigs X tous d'alta resolució (<0,2″) amb la High Resolution Coronal Imager a bord d'un coet sonda van revelar trenes ben enrotllades a la corona. Es planteja la hipòtesi que la reconnexió i el desenrotllament de les trenes poden actuar com a fonts primàries d'escalfament de la corona solar activa fins a temperatures de fins a 4 milions de kelvin. Se suposa que la principal font de calor a la corona quiescent (uns 1,5 milions de kelvin) prové de les ones magnetohidrodinàmiques.
La sonda solar Parker de la NASA està pensada per apropar-se al Sol a una distància d'aproximadament 9,5 radis solars per investigar l'escalfament coronal i l'origen del vent solar. Es va llançar amb èxit el 12 d'agost de 2018 i a partir de la tardor de 2022 ha completat les primeres 13 de les més de 20 aproximacions properes previstes al Sol.
| Models d'escalfament                               | Models d'escalfament                                                                                          | Models d'escalfament |
| Hidrodinàmica                                      | Magnètic | Magnètic |
| -------------------------------------------------- | --- | --- |
| - Sense camp magnètic - Estrelles de rotació lenta | CC (reconnexió)                                                                                               | CA (ones) |
| - Sense camp magnètic - Estrelles de rotació lenta | - Tensions del camp B - Esdeveniments de reconnexió - Erupcions-nanoerupcions - Taxes d'escalfament uniformes | - Punt de peu fotosfèric remenant - Propagació d'ones magnetohidrodinàmiques - Alt flux d'ona d'Alfvén - Taxes d'escalfament no uniformes |
|                                                    | Teories en competència                                                                                        | |

### Teoria de l'escalfament per ones
La teoria de l'escalfament per ones, proposada el 1949 per Évry Schatzman, proposa que les ones transporten energia des de l'interior solar fins a la cromosfera solar i la corona. El Sol està fet de plasma més que de gas normal, de manera que admet diversos tipus d'ones anàlogues a les ones sonores a l'aire. Els tipus d'ones més importants són les [[|ona magnetoacústica|ones magnetoacústiques]] i les ones d'Alfvén. Les ones magnetoacústiques són ones sonores que han estat modificades per la presència d'un camp magnètic, i les ones d'Alfvén són similars a les ones radiofòniques de freqüència ultrabaixa que s'han modificat per la interacció amb la matèria al plasma. Ambdós tipus d'ones es poden llançar per la turbulència de granulació i supergranulació a la fotosfera solar, i ambdós tipus d'ones poden transportar energia durant una certa distància a través de l'atmosfera solar abans. convertint-se en ones de xoc que dissipen la seva energia en forma de calor.
Un problema amb l'escalfament per ones és el lliurament de la calor al lloc adequat. Les ones magnetoacústiques no poden transportar prou energia cap amunt a través de la cromosfera fins a la corona, tant a causa de la baixa pressió present a la cromosfera com perquè tendeixen a ser reflectida cap a la fotosfera. Les ones d'Alfvén poden transportar prou energia, però no dissipen aquesta energia amb prou rapidesa un cop entren a la corona. Les ones dels plasmes són notòriament difícils d'entendre i descriure analíticament, però les simulacions per ordinador, realitzades per Thomas Bogdan i els seus col·legues el 2003, semblen demostrar que les ones d'Alfvén es poden transmutar a altres modes d'ona a la base de la corona, proporcionant una via que pot transporten grans quantitats d'energia des de la fotosfera a través de la cromosfera i la regió de transició i finalment cap a la corona on la dissipa en forma de calor.
Un altre problema amb l'escalfament per ones ha estat l'absència total, fins a finals dels anys noranta del segle xx, de qualsevol evidència directa de propagació d'ones a través de la corona solar. La primera observació directa d'ones que es propaguen dins i a través de la corona solar es va fer l'any 1997 amb l'observatori solar espacial de la Solar and Heliospheric Observatory, la primera plataforma capaç d'observar el Sol a l'ultraviolat extrem durant llargs períodes amb fotometria estable. Eren ones magnetoacústiques amb una freqüència d'aproximadament 1 mil·lihertz (mHz, corresponent a un període d'ona de 1000second), que només transporten al voltant del 10% de l'energia necessària per escalfar la corona. Existeixen moltes observacions de fenòmens ondulatoris localitzats, com les ones d'Alfvén llançades per erupcions solars, però aquests esdeveniments són transitoris i no poden explicar la calor coronal uniforme.
Encara no se sap exactament quanta energia d'ona està disponible per escalfar la corona. Els resultats publicats l'any 2004 amb dades de la sonda TRACE semblen indicar que hi ha ones a l'atmosfera solar a freqüències de fins a 100mHz (període de 10 segons). Les mesures de la temperatura de diferents ions al vent solar amb l'instrument UVCS a bord de la SOHO donen una forta evidència indirecta que hi ha ones a freqüències de fins a 200Hz, dins del rang de l'audició humana. Aquestes ones són molt difícils de detectar en circumstàncies normals, però les proves recollides durant els eclipsis solars pels equips del Williams College suggereixen la presència d'aquestes ones en el rang 1–10Hz.
Recentment, s'han trobat moviments d'Alfvénic a l'atmosfera solar inferior i també al Sol tranquil, en forats coronals i en regions actives mitjançant observacions amb AIA a bord del Solar Dynamics Observatory. Aquestes oscil·lacions d'Alfvénic tenen un poder significatiu, i semblen estar connectades a les oscil·lacions cromosfèriques d'Alfvénic informades anteriorment amb la nau espacial Hinode.
Les observacions del vent solar amb el satèl·lit artificial Wind han demostrat recentment evidències que donen suport a les teories de la dissipació del ciclotró d'Alfvén, que condueixen a l'escalfament local d'ions.

### Teoria de la reconnexió magnètica

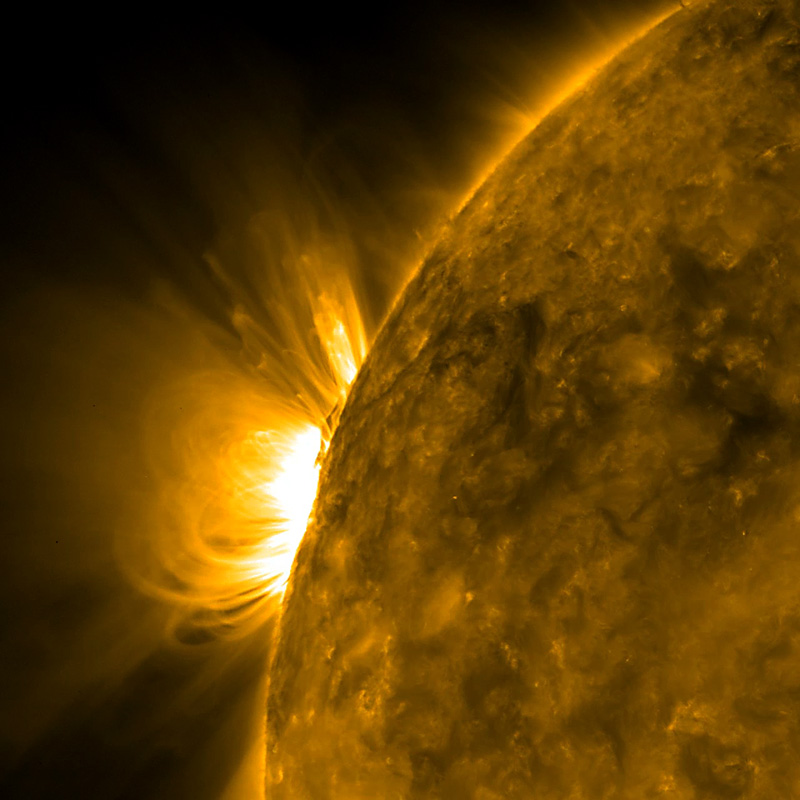
Arc de la regió activa pel Solar Dynamics Observatory

La teoria de la reconnexió magnètica es basa en el camp magnètic solar per induir corrents elèctrics a la corona solar. The currents then collapse suddenly, releasing energy as heat and wave energy in the corona. Aquest procés s'anomena "reconnexió" a causa de la forma peculiar en què es comporten els camps magnètics al plasma (o qualsevol fluid elèctricament conductor com ara el mercuri o l'aigua de mar). En un plasma, les línies de camp magnètic estan normalment lligades a peces individuals de matèria, de manera que la topologia del camp magnètic segueix sent la mateixa: si un determinat nord i sud pol magnètic estan connectats per una única línia de camp, aleshores, fins i tot si el plasma s'agita o si es mouen els imants, aquesta línia de camp continuarà connectant aquests pols concrets.
Es planteja la hipòtesi que la reconnexió magnètica és el mecanisme darrere de les erupcions solars, les explosions més grans del Sistema solar. A més, la superfície del Sol està coberta per milions de petites regions magnetitzades de 50 a 1000km de diàmetre. Aquests petits pols magnètics són colpejats i agitats per la granulació constant. El camp magnètic de la corona solar ha de patir una reconnexió gairebé constant per coincidir amb el moviment d'aquesta "catifa magnètica", per la qual cosa l'energia alliberada per la reconnexió és un candidat natural per a la calor coronal, potser com una sèrie de "microerupcions" que proporcionen individualment molt poca energia, però juntes representen l'energia necessària.
La idea que les nanoerupcions podrien escalfar la corona va ser proposada per Eugene Parker als anys 80 del segle xx, però encara és controvertida. En particular, els telescopis ultraviolats com TRACE i SOHO/EIT poden observar microerupcions individuals com a petites il·luminacions en llum ultraviolada extrema, però sembla que hi ha massa pocs d'aquests petits esdeveniments per explicar l'energia alliberada a la corona. L'energia addicional que no es té en compte podria estar composta per l'energia de les ones o per una reconnexió magnètica gradual que allibera energia amb més suavitat que les microerupcions i, per tant, no apareix bé a les dades de TRACE. Les variacions de la hipòtesi de la micro-bengala utilitzen altres mecanismes per estresar el camp magnètic o per alliberar l'energia, i són objecte d'investigació activa el 2005.

### Espícules (tipus II)
Durant dècades, els investigadors van creure que les espícules podrien enviar calor a la corona. No obstant això, després d'una investigació observacional a la dècada de 1980, es va trobar que el plasma d'espícules no arribava a temperatures coronals i, per tant, la teoria es va descartar.
Segons estudis realitzats l'any 2010 al National Center for Atmospheric Research de Colorado, en col·laboració amb el Lockheed Martin's Solar and Astrophysics Laboratory (LMSAL) i l'Institut d'Astrofísica Teòrica de la Universitat d'Oslo, una nova classe d'espícules (TIPUS II) descobertes el 2007, que viatgen més ràpid (fins a 100 km/s) i tenen una vida útil més curta, poden explicar el problema. Aquests jets insereixen plasma escalfat a l'atmosfera exterior del Sol.
Així, d'ara endavant es pot esperar una comprensió molt més gran de la corona i una millora en el coneixement de la subtil influència del Sol en l'atmosfera superior terrestre. El conjunt d'imatges atmosfèriques de l'Observatori de Dinàmica Solar de la NASA i el paquet de pla focal de la NASA per al telescopi òptic solar del satèl·lit japonès Hinode que es va utilitzar per provar aquesta hipòtesi. Les altes resolucions espacials i temporals dels instruments més nous revelen aquest subministrament de massa coronal.
Aquestes observacions revelen una connexió un a un entre el plasma que s'escalfa a milions de graus i les espícules que insereixen aquest plasma a la corona.